# Église Saint-Laurent d'Arc-sous-Montenot
L’église Saint-Laurent est une église, protégée des monuments historiques, située à Arc-sous-Montenot dans le département français du Doubs. 

## Histoire
L'église Saint-Laurent, construite en 1837 pour remplacer un édifice précédent trop petit, est basée sur des plans d'Alphonse Delacroix. Le clocher actuel a été ajouté en 1930. 
La totalité de l'église, y compris l’escalier d’accès, est inscrite au titre des monuments historiques depuis le  20 novembre 2018

## Rattachement
L'église fait partie de la paroisse de Levier du Doyenné du Haut-Doubs Forestier qui est rattachée au diocèse de Besançon.

## Mobilier
- chaire à prêcher[3]
- 2 autels, 2 retables, 2 tabernacles, 2 gradins, 2 croix (autels secondaires)[4]
- statue de saint Jérôme[5]
- statue de saint Louis[6]
- statue de saint Laurent[7]
- statue de la Vierge de l'Immaculée Conception[8]
- statue de sainte Agnès[9]
- statue de saint Antoine[10]
- statue de saint Claude[11]
- statue de saint Guerrin[12]
- croix du Christ en croix[13]
- bénitier[14]
- fonts baptismaux[15]
- 2 confessionnaux[16]
- reliquaire-ostensoir de saint Laurent[17]

## Galerie

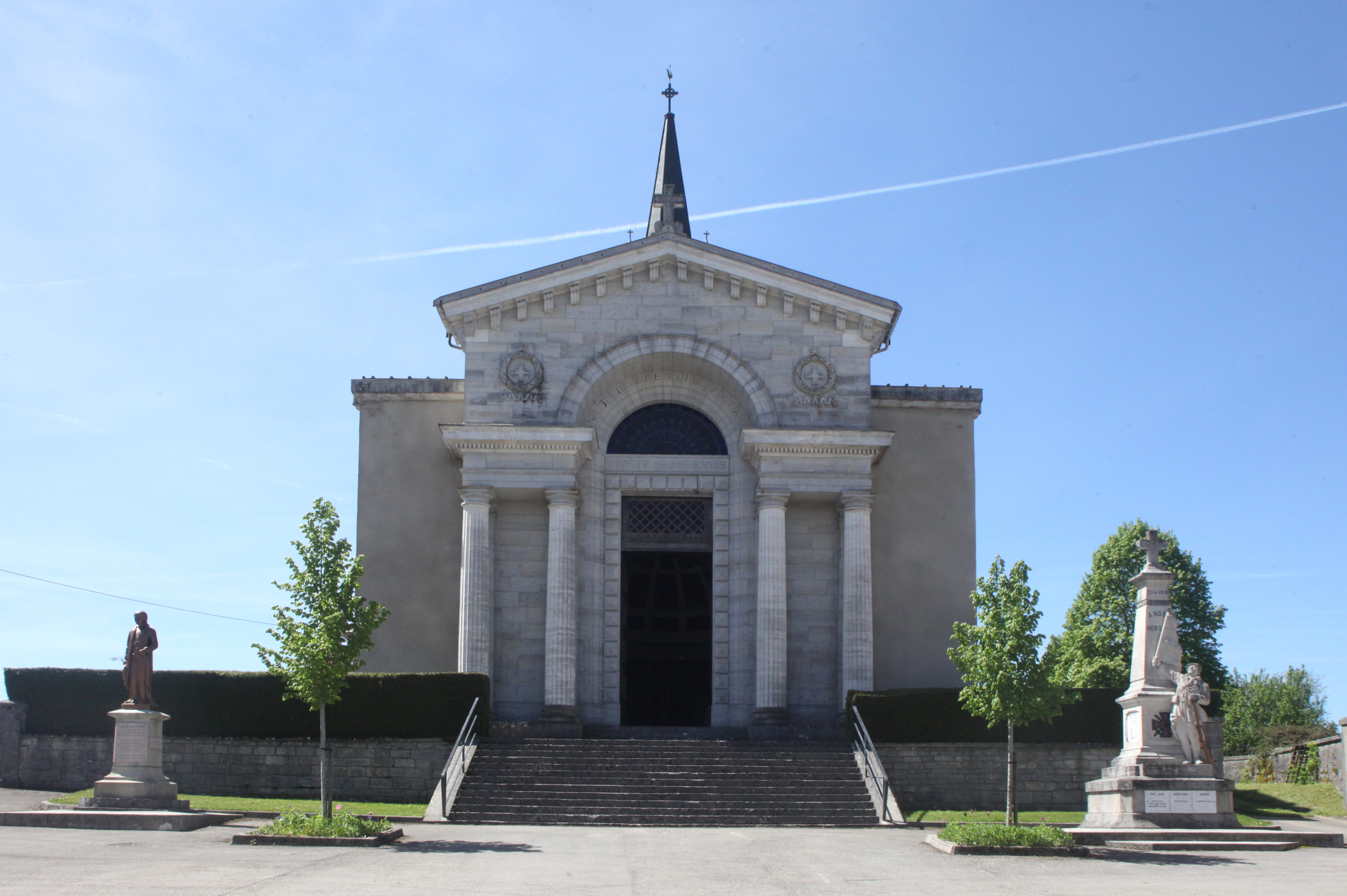
La façade de l'église.
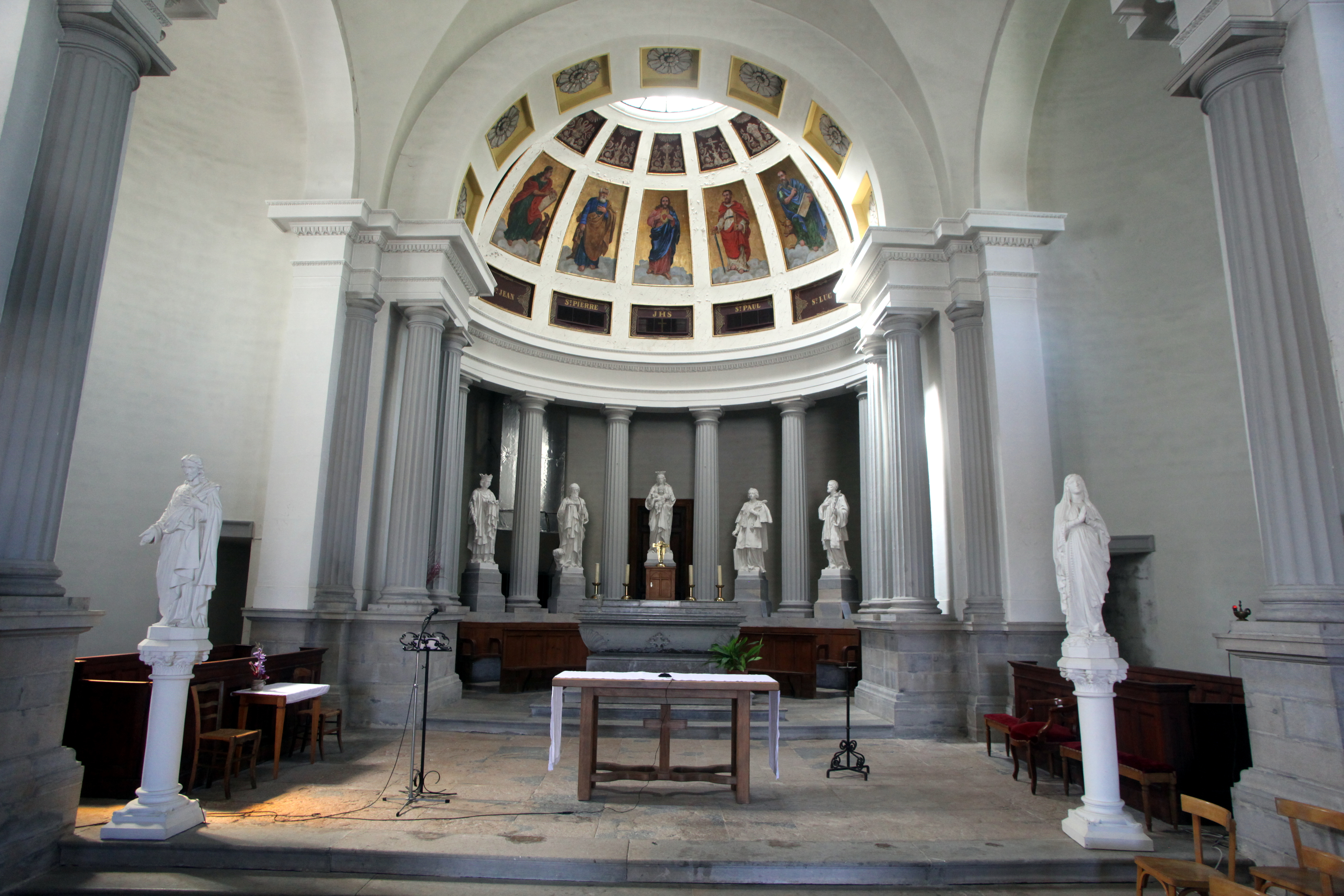
Le chœur de l'église.